# Bessey-lès-Cîteaux
Bessey-lès-Cîteaux ist eine französische Gemeinde mit 685 Einwohnern (Stand 1. Januar 2022) im Département Côte-d’Or in der Region Bourgogne-Franche-Comté. Sie gehört zum Arrondissement Dijon und zum Kanton Genlis.

## Geographie
Umgeben wird Bessey-lès-Cîteaux von der Gemeinde Aiserey im Norden, von Brazey-en-Plaine im Osten, von Aubigny-en-Plaine im Süden und von Corcelles-lès-Cîteaux im Nordwesten. Der Fluss Vouge verläuft am Ortsrand.

## Bevölkerungsentwicklung
| Jahr                       | 1962 | 1968 | 1975 | 1982 | 1990 | 1999 | 2008 | 2012 | 2019 |
| Einwohner                  | 242  | 279  | 346  | 469  | 509  | 476  | 653  | 685  | 689  |
| Quellen: Cassini und INSEE |      |      |      |      |      |      |      |      |      |